# The Heart of Saturday Night
The Heart of Saturday Night je druhé studiové album amerického hudebníka Toma Waitse, vydané v roce 1974 u Asylum Records. V roce 2003 se album umístilo na 339. pozici v seznamu časopisu Rolling Stone 500 nejlepších alb všech dob.

## Seznam skladeb
Všechny skladby napsal Tom Waits.

### Strana1
1. „New Coat of Paint“ – 3:23
2. „San Diego Serenade“ – 3:30
3. „Semi Suite“ – 3:29
4. „Shiver Me Timbers“ – 4:26
5. „Diamonds on My Windshield“ – 3:12
6. „(Looking for) The Heart of Saturday Night“ – 3:53

### Strana2
1. „Fumblin’ with the Blues“ – 3:02
2. „Please Call Me, Baby“ – 4:25
3. „Depot, Depot“ – 3:46
4. „Drunk on the Moon“ – 5:06
5. „The Ghosts of Saturday Night (After Hours at Napoleone’s Pizza House)“ – 3:16

## Sestava
- Tom Waits – zpěv, piáno, kytara
- Pete Christlieb – tenor saxofon
- Bill Goodwin – bicí
- Jim Hughart – kontrabas
- Bob Alcivar – aranžér